# Myristica firmipes
Myristica firmipes är en tvåhjärtbladig växtart som beskrevs av James Sinclair.
Myristica firmipes ingår i släktet Myristica och familjen Myristicaceae. Inga underarter finns listade i Catalogue of Life.